# Lobelia simulans
Lobelia simulans är en klockväxtart som beskrevs av Neville Grant Walsh. Lobelia simulans ingår i släktet lobelior, och familjen klockväxter. Inga underarter finns listade i Catalogue of Life.